# Black & White (gra komputerowa)
Black & White – gra komputerowa łącząca cechy gatunkowe gry strategicznej, gry w boga oraz bijatyki. Została stworzona pod kierownictwem Petera Molyneux, założyciela wytwórni Lionhead Studios i wydana 28 marca 2001 roku przez Electronic Arts.
Ukazał się dodatek do gry pt. Black & White: Creature Isle oraz kontynuacja – Black & White 2.

## Fabuła
Miejscem akcji jest świat zwany Edenem, w którym ludzie toczą wojnę wywołaną przez konkurujących ze sobą bogów. Bóg, w którego wciela się gracz, jako dziecko został uratowany przez wieśniaków z morskiej toni. Ludzie czczą go i budują świątynie na jego cześć. Pierwszym zadaniem w grze jest zdobycie chowańca. W tym celu trzeba pozyskać trzy magiczne kamienie, po których zdobyciu otrzymywany jest zwierzak-chowaniec, który jest mu posłuszny. Zadaniem bohatera jest pokonanie najpotężniejszego boga – Nemezis oraz jego sojuszników.

## Rozgrywka

### Chowaniec
Gracz może wybrać spośród różnych gatunków zwierząt swojego podopiecznego, zwanego chowańcem. Na początku można zdobyć owcę, w kolejnych etapach rozgrywki zmienić ją m.in. w zebrę, wilka, lwa, lamparta czy konia.
Bohater gry kształtuje charakter chowańca za pomocą systemu kar i nagród, zgodnie z własną opinią o jego działaniach. Stworzenie charakteryzują liczne cechy i zmienne parametry, takie jak wygląd, opinia o grającym i samym sobie, wiek (chowaniec rośnie z czasem), siła, czy tempo nauki. Istota może zaznajomić się z innymi chowańcami. Podopieczny rozwija się z biegiem czasu. Przykładowo można go nauczyć pomagania ludziom lub ich zabijania.

### Interfejs
W interfejsie gry nie ma ikon, symboli ani okien. Gracz wykonuje wszystkie czynności przy pomocy kursora.